# 新宿TOKYU MILANO
新宿TOKYU MILANO（しんじゅくトウキュウ ミラノ）は、かつて東京都新宿区歌舞伎町一丁目に所在していた複合娯楽施設である。株式会社東急レクリエーションが運営していた。
建物は新宿TOKYU MILANOビル（旧:新宿東急文化会館）と新宿ミラノ新館からなる。新宿TOKYU MILANOビルでは新宿ミラノ座（旧:新宿ミラノ1）、新宿ミラノ2（旧:新宿東急）、シネマスクエアとうきゅう、新宿ミラノボウルなどが営業し、かつては東京スケートリンクも入居していた。新館には新宿ミラノ3（旧:名画座ミラノ、後:シネマミラノ）、アドアーズミラノ店が入っていた。本項ではこれらについても記述する。
映画館などの中核店舗は2014年12月31日をもって閉館し、それ以外の店舗も2015年までに全店舗が閉店した。

## 沿革
- 1956年（昭和31年）

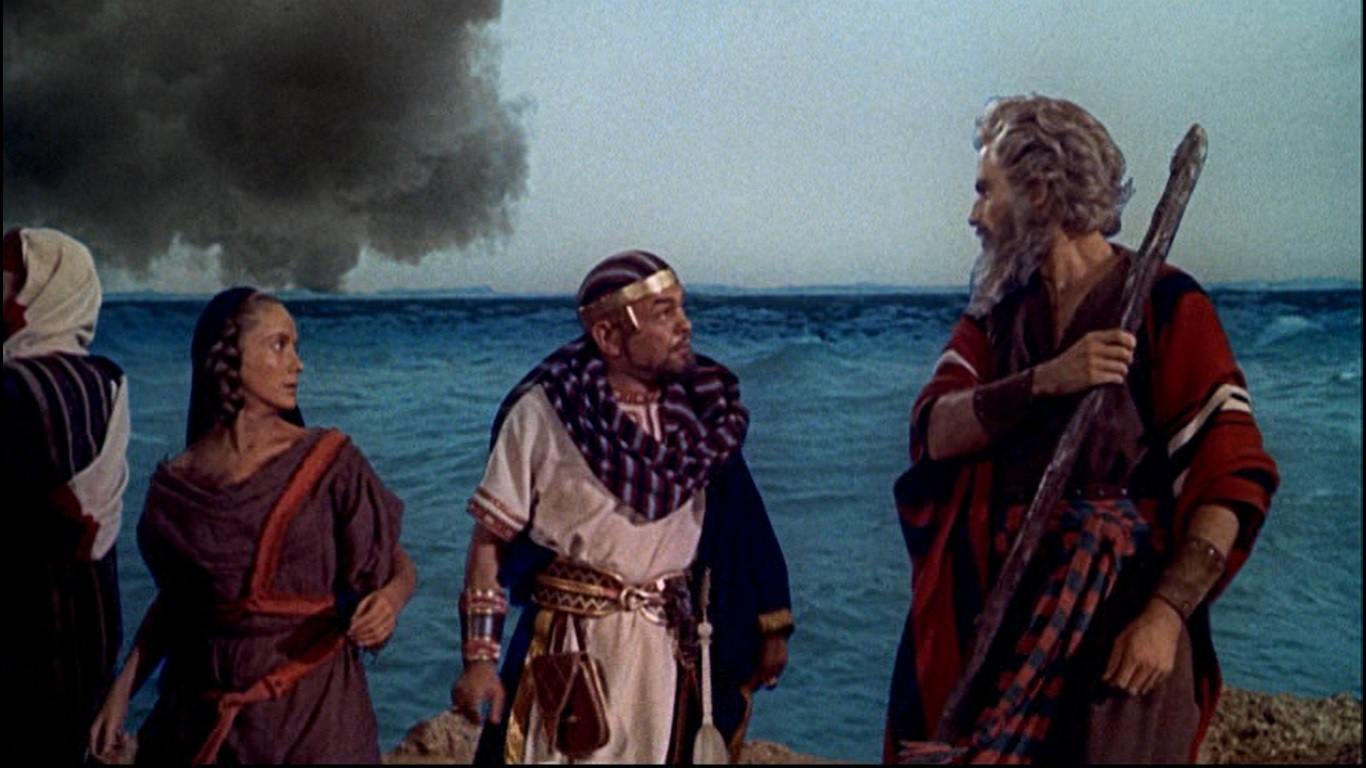
1958年（昭和33年）に新宿ミラノ座でロードショー上映された『十戒』（監督セシル・B・デミル、配給パラマウント映画、1956年制作）の一場面。写真右が主演のチャールトン・ヘストン

  - 3月29日 - 新日本興業株式会社が新宿東急文化会館を起工[1]。
  - 11月30日 - 新宿東急文化会館が竣工する[2][3]。
  - 12月1日 - 渋谷東急文化会館開業と同日[4]、東京都新宿区歌舞伎町748番地[5]に新宿東急文化会館が開業[2]。ミラノ座（現:新宿ミラノ1）、新宿東急（現:新宿ミラノ2）が営業を開始[2][注 1]。最初の上映作品は『放浪の王者』（監督マイケル・カーティス、配給パラマウント映画）であった[4]。
- 1957年（昭和32年）12月21日 - 地下1〜2階に新宿味の街を建設し[6]、飲食事業を開始[7]。
  - 12月20日 - 東京スケートリンク、リンク開きが行われる[2]。
- 1965年（昭和40年）12月1日 - 新宿ミラノ新館が開館し[6][7]、総合レジャービルとしての営業が始まる[7]。
- 1967年（昭和42年）
  - 4月 - 東京スケートリンク閉鎖[6]。
  - 12月1日 - 東京スケートリンク跡にボウリング場・新宿ミラノボウルが開業[6]。
- 1971年（昭和46年）11月30日 - 新宿ミラノ新館内で営業していたダンスミラノを閉鎖し[6]、名画座ミラノ（現:新宿ミラノ3）が開業。
- 1978年（昭和53年）7月1日 - 住居表示実施により、所在地が歌舞伎町748番地から歌舞伎町一丁目29番1号に変更される。
- 1981年（昭和56年）12月11日 - 本館3階にシネマスクエアとうきゅうが開業[8]。最初の上映作品は『ジェラシー』（監督ニコラス・ローグ、日本配給日本ヘラルド映画）であった[8]。
- 1982年（昭和57年）12月4日 - 新宿ミラノ座にて『E.T.』（監督スティーヴン・スピルバーグ、配給ユニバーサル・ピクチャーズ）が公開。約半年に及ぶロングランヒットを記録する。
- 1987年（昭和62年）9月 - 名画座ミラノをシネマミラノへ名称変更[6]。
- 1996年（平成8年）11月15日 - 新宿東急文化会館が新宿TOKYU MILANOに名称変更し、リニューアルオープン[6]。
- 1997年（平成9年）3月31日 - ファミリーマート西武新宿駅前店開業[6]。
- 2006年（平成18年）
  - 6月1日 - 新宿ミラノ座・新宿東急・シネマミラノを、それぞれ新宿ミラノ1・2・3へ名称変更[9]。
  - 12月1日 - 開館50周年。
- 2010年（平成22年） - 新宿ミラノ2に3Dデジタルシネマ（MasterImage 3D）を導入[10]。
- 2014年（平成26年）
  - 5月13日 - 東急レクリエーションが、新宿TOKYU MILANOにある全ての直営事業所の閉鎖を発表[11]。
  - 11月21日 - さよならイベントを前に、新宿ミラノ1の名称を長年親しまれた「新宿ミラノ座」に戻す[12]。
  - 12月31日 - 直営事業所（新宿ミラノ座、新宿ミラノ2・3、シネマスクエアとうきゅう、新宿ミラノボウル、ファミリーマート西武新宿駅前店）が閉館。

## 概要
| 階      | 本館                                                  | 新館               |
| ------- | ----------------------------------------------------- | ------------------ |
| 6階     | 新宿ミラノボウル                                      |                    |
| 5階     | 新宿ミラノボウル                                      |                    |
| 4階     |                                                       | 新宿ミラノ3        |
| 3階     | シネマスクエアとうきゅう 甘太郎西武新宿駅前店         | アドアーズミラノ店 |
| 2階     | 甘太郎西武新宿駅前店                                  | アドアーズミラノ店 |
| 1階     | 新宿ミラノ座 ファミリーマート西武新宿駅前店 Sector 7G | アドアーズミラノ店 |
| 地下1階 | 新宿ミラノ2 笑笑歌舞伎町総本店                        | 新宿磯善           |

### 映画館

#### 新宿ミラノ座（旧:ミラノ座・新宿ミラノ1）
定員：1,500席（開業時）→1,348席（1987年時点）→1,288席（2001年時点）→1,064席（閉館時）
1956年12月1日、新宿東急文化会館の開館と同時にミラノ座として営業開始。2006年6月1日、新宿ミラノ1に名称変更。2014年11月21日より閉館まで、過去用いていた「ミラノ座」の名称を復活。最大スクリーンサイズは8.85×20.2m(70mm映画上映時)。
1997年7月公開の『新世紀エヴァンゲリオン劇場版 Air/まごころを、君に』ではミラノ座で撮影された実写映像が使われている。また2012年6月公開の『外事警察 その男に騙されるな』ではラストシーンのロケ地にミラノ座が使用されていたが、ミラノ全スクリーンにおいて『外事警察』はロードショー上映されなかった。

#### 新宿ミラノ2（旧:新宿東急）
定員：1,000席（開業時）→763席（2001年時点）→588席（閉館時）
1956年12月1日、新宿東急文化会館の開館と同時に新宿東急として営業開始。2006年6月1日、新宿ミラノ2に名称変更。閉館時のスクリーンサイズは4.85×11.4m。
1970年代前半の一時期は外国の成人映画上映もあったが、その後は渋谷東急などと共に洋画や邦画の話題作をロードショー上映していた。

#### 新宿ミラノ3（旧:名画座ミラノ→シネマミラノ）
1971年11月30日、名画座ミラノとして新館にて営業開始。1987年9月、シネマミラノに名称変更。さらに2006年6月1日、新宿ミラノ3に名称変更した。定員209人。閉館時のスクリーンサイズは2.7×6.35m。
1990年代前半の一時期は“アメリカン・コメディ・シアター”と銘打ってハリウッドのコメディ映画を単館でロードショー上映しており、場内の壁面にはルーニー・テューンズのキャラクターが10年近く描かれていた。

#### シネマスクエアとうきゅう
1981年12月11日、本館3階に開業。定員224人。閉館時のスクリーンサイズは2.8×6.6m。
日本のミニシアターの草分けとしては岩波ホールがよく知られているが、「単館ロードショー方式」を大手興行会社の劇場で初めて採用したのは「シネマスクエアとうきゅう」である。東京都内に複数の興行場を持つ東急レクリエーションの手で、新宿・歌舞伎町にミニシアターが誕生したことは、時代の流れが変わったことを意味し、日本のミニシアターをコマーシャルベースに乗せ、後に続く単館ロードショー劇場のプロトタイプとなった。
1981年、ヘラルド・エースを設立した原正人と東映の映画営業部が音頭を取り、ヨーロッパとアメリカの映画館を見学するツアーが行われた。これに全国の興行関係者やマスコミ、配給関係者が参加。当時欧米各地に出来はじめていた都市型・郊外型のシネコンを見学し、様々な興行の多様性を見聞する狙いだった。新しい映画館の形を模索していた東急レクリエーション・堀江鈴男常務、武舎忠一部長らは原正人と当時活況を呈してた「岩波ホールと一般の映画館の間」、「岩波ホールのカジュアル映画館」という構想を持った。この欧米ツアーのフランスで目にした夫婦が経営する小規模ながら落ち着いた雰囲気を持つミニシアターを見て「カジュアルな岩波ホール」という構想が一気に具体化した。東急レクリエーションと東映の社長を兼任していた岡田茂は古くから「ミニ・シアター・システム」の構想を持っており、このプランを快諾しバックアップ。一般公募した館名の中から岡田が「シネマスクエアとうきゅう」を選んだ。
椅子や入場方法、さらに興行形態など、あらゆる部分で従来とは異なるシステムを持ち込んだ。特定のお客を相手に商売をするという方法として「単館ロードショー」という形式を導入し、劇場そのものの個性化を打ち出した。使われていなかった倉庫スペースを改築し、総工費3億4000万円を投入、当時で7万円もするゴージャスな椅子をフランスから取り寄せ劇場に設置した。また立ち見なし、場内禁煙は勿論、飲食も禁止。上映スタート前に係員が立ち、「そこのお客さん、飲み物やめて下さい！」とお客に注意した。当時は映画を観ることがカッコいいから外れていたため、劇場の綺麗さをアピールし、シネスクで映画を観るという行為そのものを一種のファッションにした。
ミニシアター、単館ロードショー劇場では、作品選定がとりわけ重要となり、収益性のみならず、映画館のイメージを決定づけてしまう。このためシネスクでは上映作品選定に映画評論家の南俊子(名誉支配人)や河野基比古らを迎えてグループを作り、そこで意見を集約して作品を決めた。予告編、ポスターなどはオリジナルを原則使用とし、宣伝全般はヘラルド・エースの原社長に協力を仰いだ。オープニング作品はニコラス・ローグ監督の『ジェラシー』。これは原が当時『戦場のメリークリスマス』の製作で動いていたため、同作の映画プロデューサー・ジェレミー・トーマスとの関係で買い付けたもの。『ジェラシー』では一風変わった連続広告を東京の情報誌『シティロード』に打ち、作品、ひいてはシネマスクエアとうきゅうの斬新なクオリティをアピールした。作品は最低でも4週間上映し途中で打ち切らない、当時、宣伝費は配給会社の全額負担は常識だったが、宣伝費の半分をシネスクが持ち、配給会社を驚かせた。その分シネスク側に発言権を持たせる、興行収入を5対5で配給会社と均等に配分するなど独自のルールを決めた。また映画館で販売しているパンフレットは配給会社が作るのではなく、主幹興業会社の事業部が作るケースが多いが、シネスクでは「シネマスクエア・マガジン」と題されたハンディサイズの映画館独自の豪華プログラムを作った。単館系は内容があるためパンフレットもよく売れた。こうした努力が実り、シネスクは女性客を集めて、大成功した。
テレンス・マリック監督の『天国の日々』はCICがお蔵入りさせていたが、シネスクが交渉し、アメリカに送り返していたプリントを日本に戻しシネスクで上映された。カルロス・サウラの『カルメン』は東映国際部がスペインに同行し交渉の窓口になり、東映ユニバースフィルム(東映洋画)が配給し、シネスクで上映。配収1億円を突破する大ヒットになった。この他、リドリー・スコット監督のデビュー作『デュエリスト/決闘者』や『デストラップ・死の罠』『海と毒薬』『民衆の敵』『赤い影』『ニッケルオデオン』『さらば愛しき大地』『ニジンスキー』『シルクウッド』『隣の女』『アフター・アワーズ』『女優フランシス』『バーディ』『ウォーカー』『仕立て屋の恋』『バード』『ひかりごけ』『希望の街』『髪結いの亭主』『仕立て屋の恋』などを発掘し、ヒットさせた。特に1987年12月に公開した『薔薇の名前』は、主演こそ知名度抜群のショーン・コネリーであったが、監督のジャン＝ジャック・アノーは当時は無名。題材も修道院を舞台にした宗教色の強いミステリーという宣伝も難しいこの作品が、16週間のロングランで1億3千万円もの配収を記録。単館ロードショーでの1億円突破の快挙はシネスクの成功に刺激されて相次いでオープンした単館ロードショー系劇場を勇気づけた。

### アドアーズ（旧:ゲームファンタジア）ミラノ店
1971年12月18日、日本初のメダルゲームの独立店舗としてゲームファンタジアミラノ店が開業。
2002年10月1日、アドアーズミラノ店へ名称変更。閉館に伴い2014年12月23日に閉店。

### その他
この他、新宿TOKYU MILANOビルには笑笑歌舞伎町総本店（地下1階、2015年10月末まで営業）、ファミリーマート西武新宿駅前店（東急レクリエーション営業店舗、1階）、Darts & Shot Bar Sector7G（1階、2014年11月16日の営業をもって移転）、手作り居酒屋甘太郎西武新宿駅前店（2・3階、2014年12月28日まで営業）などが入居していた。
かつては、モスバーガー新宿ミラノ店（1階、2011年3月30日まで営業）、中国菜館（1階、2014年6月28日まで営業）、とんかつ さん亭（1階）などの店舗も入居していた。

## 状況の変化、そして閉館へ
TOKYU MILANO内の映画館は、ミラノ1・2・3が主に松竹・東急系の洋画、シネマスクエアがアート系の作品を上映しており、特にミラノ1（新宿ミラノ座）においては『大脱走』『スティング』『タワーリング・インフェルノ』『ジョーズ』『E.T.』『ラストエンペラー』『ボディガード』『ハリー・ポッターシリーズ』などの大作・話題作を多数輩出してきた。
しかし2008年以降、新宿プラザ劇場（2008年11月7日）を皮切りに、新宿コマ東宝（2008年12月31日）、新宿トーア（2009年4月17日）、新宿ジョイシネマ（3スクリーン、2009年5月31日）、新宿オデヲン座（4スクリーン、2009年11月30日）といった当館近辺の映画館が相次いで閉館。これらの映画館で上映されていた洋画（主に東宝洋画系）の大作・話題作もTOKYU MILANO内の映画館で上映するようになり、番組編成のフリー化が進んでいく。また上映方式もミラノ2が3Dデジタルを導入。ミラノ1やシネマスクエアもDLP上映へと移行したが、ミラノ3はBlu-ray上映以外すべて35mmフィルムによる上映を貫いていた。弁護士の伊東良徳（1960年 - ）は、ミラノ3でフィルム上映されていた『キャプテン・フィリップス』（監督ポール・グリーングラス、配給コロンビア ピクチャーズ）を2014年1月に観たという。
2014年5月13日、東急レクリエーションは本館内の全ての直営事業所（新宿ミラノ1・2・3、シネマスクエアとうきゅう、新宿ミラノボウル、ファミリーマート西武新宿駅前店）を閉鎖することを発表した。シネマコンプレックス（複合映画館）の台頭による動員数の減少や建物の老朽化を理由としている。なお、マリオンとの賃貸借契約終了に伴う丸の内ルーブルの閉鎖（2014年8月3日）も同時に発表している。ロードショー館は閉鎖しシネマコンプレックスへ移行する方針という。新宿ミラノ座の閉館で日本国内における1,000席以上の映画館は皆無となり、946席を有するTOHOシネマズ日劇スクリーン1が日本最大の映画館となったが、2018年2月4日に閉館。以降は、802席を有する丸の内ピカデリー1が日本最多座席数のスクリーンとなった(しかし2021年に改修で座席数が623席に減り、今ではTOHOシネマズ梅田スクリーン1(733席)が日本最多座席数のスクリーンとなった)。
直営店舗の閉館後については未定となっていたが、笑笑歌舞伎町総本店が翌2015年10月末で閉店したことにより、本館及び新館に入居していた全ての店舗が閉店した。

## 最終イベント
2014年12月20日から31日まで『新宿ミラノ座より愛をこめて〜LAST SHOW〜』と題した名作上映会がミラノ座で行われ、12月26日にミラノ3が『ハネムーン』、シネマスクエアが『ザ・レイド GOKUDO』で営業終了。30日はミラノ2が『インターステラー』で上映を終えた。そしてミラノ座は31日の13:00（JST）から上映された『E.T.』（20周年アニバーサリー特別版）に約1,400人が詰めかけ、上映後は支配人からの最後の挨拶と共に、観客全員のクラッカーと場内を包んだ紙吹雪が華々しいフィナーレを演出し58年の歴史にピリオドを打った。
|         | 12/20(土)                        | 12/21(日)                                                   | 12/22(月)                                        | 12/23(祝)                    | 12/24(水)                                      | 12/25(木)                                                   | 12/26(金)                    |
| ------- | -------------------------------- | ----------------------------------------------------------- | ------------------------------------------------ | ---------------------------- | ---------------------------------------------- | ----------------------------------------------------------- | ---------------------------- |
| 11:00 - | 『E.T.』20周年記念特別版(35mm)   | 『マトリックス』(35mm)                                      | 『銀河鉄道999』(35mm)                            | 『セーラー服と機関銃』(35mm) | 『男たちの挽歌』                               | 『ポーラー・エクスプレス』(35mm)                            | 『青いパパイヤの香り』(35mm) |
| 15:00 - | 『戦場のメリークリスマス』(35mm) | 『新世紀エヴァンゲリオン劇場版 Air/まごころを、君に』(35mm) | 『さよなら銀河鉄道999 アンドロメダ終着駅』(35mm) | 『時をかける少女』(35mm)     | 『エクソシスト』ディレクターズ・カット版(35mm) | 『戦場のメリークリスマス』(35mm)                            | 『仕立て屋の恋』             |
| 19:00 - | 『荒野の七人』(35mm)             | 『エグゼクティブ・デシジョン』(35mm)                        | 『アラビアのロレンス』完全版                     | 『探偵物語』(35mm)           | 『タワーリング・インフェルノ』                 | 『新世紀エヴァンゲリオン劇場版 Air/まごころを、君に』(35mm) | -                            |

|         | 12/27(土)                                           | 12/28(日)                                    | 12/29(月)                                      | 12/30(火)                                                   | 12/31(水)                      |
| ------- | --------------------------------------------------- | -------------------------------------------- | ---------------------------------------------- | ----------------------------------------------------------- | ------------------------------ |
| 11:00 - | 『荒野の七人』(35mm)                                | 『インファナル・アフェア』                   | 『ハンニバル』(35mm)                           | 『マトリックス』(35mm)                                      | 『荒野の七人』(35mm)           |
| 13:00 - | 『銀河鉄道999』(35mm)                               | 『インファナル・アフェア 無間序曲』(35mm)    | 『男たちの挽歌』                               | 『青いパパイヤの香り』(35mm)                                | 『E.T.』20周年記念特別版(35mm) |
| 16:00 - | 『さよなら銀河鉄道999～アンドロメダ終着駅～』(35mm) | 『インファナル・アフェアIII 終極無間』(35mm) | 『エクソシスト』ディレクターズ・カット版(35mm) | 『新世紀エヴァンゲリオン劇場版 Air/まごころを、君に』(35mm) | -                              |
| 19:00 - | 『アラビアのロレンス』完全版                        | 『ディパーテッド』(35mm)                     | 『スワロウテイル』完全版                       | 『タワーリング・インフェルノ』                              | -                              |

## 閉館後
閉館後、新宿TOKYU MILANOビルと新宿ミラノ新館は2015年12月より東急建設の施工により解体され、跡地にはバンダイナムコエンターテインメント(現:バンダイナムコアミューズメント)の運営するエンターテインメント施設「VR ZONE SHINJUKU」が2017年7月14日に開業した。

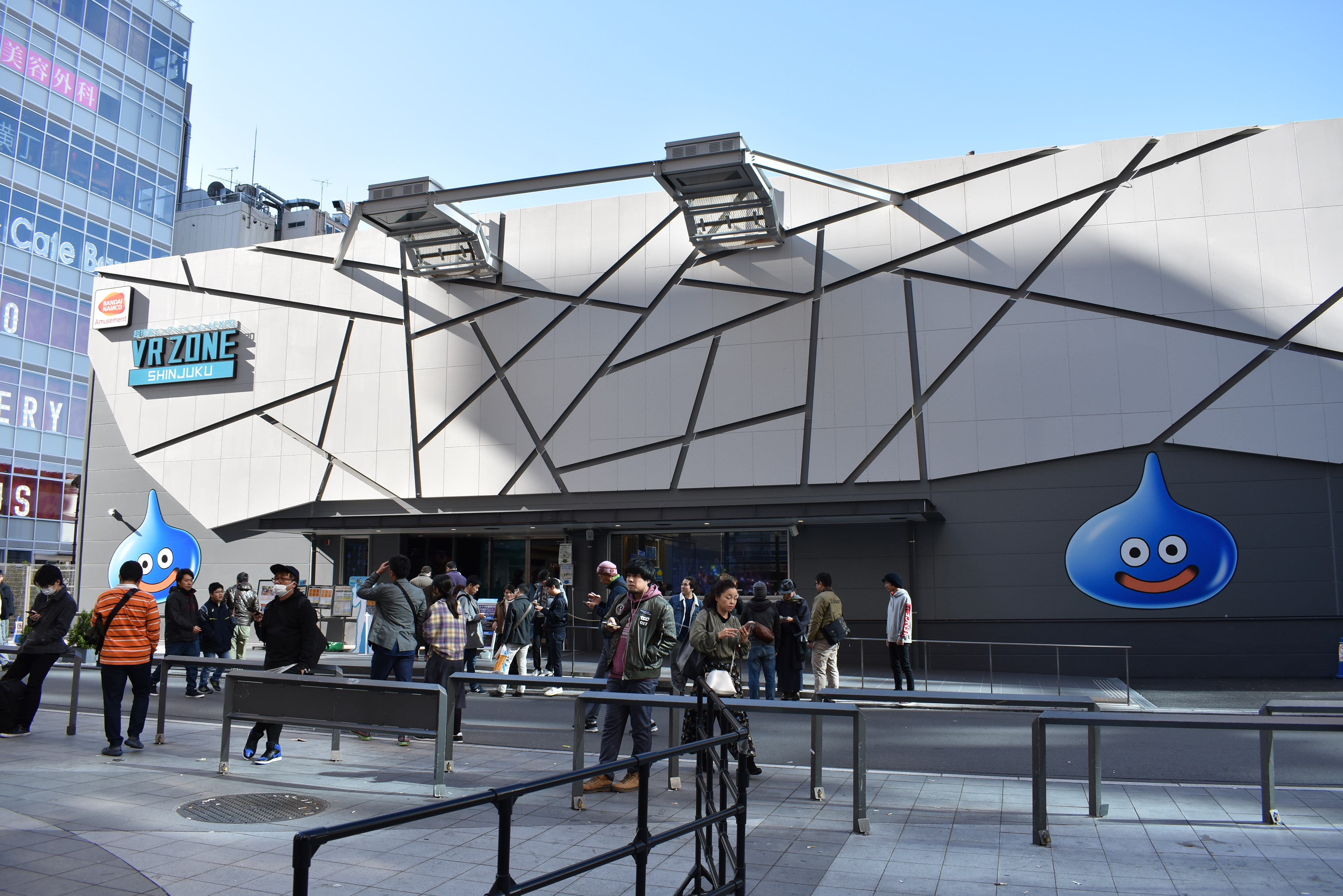
VR ZONE SHINJUKU（2018年11月25日撮影）
※再開発事業により2019年3月閉館

東急は2022年を目処に、跡地に劇場、ライブホール、シネコン、ホテルなどを併設したエンターテイメント施設を開業させる予定であると発表した。東京圏国家戦略特別区域における国家戦略都市計画建築物等整備事業との1つとして、東京都および新宿区の都市計画審議会による審議、国家戦略特別区域会議による区域計画案の作成を経て、2018年6月14日に「歌舞伎町一丁目地区開発計画（新宿TOKYU MILANO再開発計画）」として認可、同月21日に告示された。地上48階、地下5階、塔屋1階、高さ約225mの高層複合施設となり、高層階に宿泊施設、低層階にレストランなどの各種店舗、劇場、ライブホール、映画館による複合エンターテインメント施設を設け、1階部分にはバス乗降場を設置し、周辺の道路や交差点の整備と合わせて空港連絡バスルートの形成や歩行者ネットワークの強化も図る。なお、ビルの正式名称は東急歌舞伎町タワーとなる。
これに伴い、VR ZONE SHINJUKUは2019年3月31日で閉館し、施設解体後の2019年8月からビルの新築工事が着工となった。2023年1月11日に竣工、同年4月14日に、ホテルは5月19日に開業した。
かつては、新宿コマ劇場（東宝）跡地と一体となった再開発も構想されていたが、2008年5月に東宝が単独での開発を発表し立ち消えとなった。新宿コマ劇場跡地ではTOHOシネマズ新宿を内包した新宿東宝ビルが2015年4月に開業した。

## アクセス
- 西武新宿線 西武新宿駅すぐ
- JR 新宿駅東口
- 東京メトロ 新宿駅B13出口
- 都営地下鉄大江戸線 新宿西口駅D5出口

## イベント
- 東京国際ファンタスティック映画祭（2003年 - 2005年）
- 東京国際シネシティフェスティバル（2006年、2007年）
- 世界のCMフェスティバル（2003年 - 2014年）